# Ganiec
Ganiec – przysiółek osady Giżkowo w Polsce położona w województwie zachodniopomorskim, w powiecie kamieńskim, w gminie Kamień Pomorski.
Ganiec tworzy Sołectwo Śniatowo. Dawniej był to przysiółek zniesionej wsi Gardziec.
W latach 1975–1998 miejscowość administracyjnie należała do województwa szczecińskiego.